# CoRoT-7 d
CoRoT-7 d est une exoplanète à l'existence non confirmée qui serait en orbite autour de CoRoT-7, une naine orange plus jeune et plus petite que le Soleil située à environ 490 années-lumière (150 pc) du Système solaire dans la constellation de la Licorne. Un système planétaire de deux ou trois planètes a en effet été détecté autour cette étoile :
| Planète                                                                   | Masse (MJ)      | Demi-grand axe (UA) | Période orbitale (d)  | Excentricité |
| ------------------------------------------------------------------------- | --------------- | ------------------- | --------------------- | ------------ |
|                                                                           |                 |                     |                       |              |
| CoRoT-7 b                                                                 | 0,0151 ± 0,0025 | 0,0172 ± 0,00029    | 0,853585 ± 2,4 × 10-5 | Fixée à 0    |
| CoRoT-7 c                                                                 | 0,0264 ± 0,0028 | ~ 0,046             | 3,698 ± 0,003         | Fixée à 0    |
| CoRoT-7 d *                                                               | 0,052 ± 0,001   | ~ 0,08              | 9,021 ± 0,019         | Fixée à 0    |
| * La détection de CoRoT-7 d est discutée et, pour l'heure, non confirmée. |                 |                     |                       |              |
|                                                                           |                 |                     |                       |              |
| Système planétaire de CoRoT-7.                                            |                 |                     |                       |              |

Troisième planète de ce système découverte en 2010 après CoRoT-7 b et CoRoT-7 c, elle n'est pas observée directement, seuls les effets de sa présence étant détectés par la méthode des vitesses radiales. La véritable nature de CoRoT-7d n'est pas définitivement déterminée.

## Caractéristiques
La masse de CoRoT-7 d serait 0,052 fois celle de Jupiter mais sa masse volumique et son diamètre sont inconnus. Sa période de révolution autour de son étoile CoRoT-7 serait de 9,021 jours.

## Observation
En raison de sa proximité avec son étoile de magnitude apparente +11,7, elle n'est pas observable directement au télescope, seuls les effets gravitationnels de sa présence étant détectables par effet Doppler-Fizeau sur son spectre électromagnétique (méthode des vitesses radiales).

## Histoire
L'étoile CoRoT-7 est âgée de 1,5 milliard d'années.